# جزيرة كاريمون جاوة
جزيرة كاريمون جاوة وهي جزيرة من جزر إندونيسيا، وتقع ضمن جزر كاريمون جاوة في إقليم جاوة الوسطى.